# Támadás a Fehér Ház ellen 3. – A védangyal bukása
A Támadás a Fehér Ház ellen 3. – A védangyal bukása (eredeti cím: Angel Has Fallen) 2019-ben bemutatott amerikai akció-thriller, melyet Ric Roman Waugh rendezett. Ez a Támadás a Fehér Ház ellen sorozat harmadik része, a Támadás a Fehér Ház ellen (2013) és a Támadás a Fehér Ház ellen 2. – London ostroma (2016) című filmek után. A főszereplők Gerard Butler, Morgan Freeman, Jada Pinkett Smith, Lance Reddick, Tim Blake Nelson, Piper Perabo, Nick Nolte és Danny Huston.
Az Amerikai Egyesült Államokban 2019. augusztus 23-án adta ki a Lionsgate, míg Magyarországon augusztus 29-én szinkronizálva a Freeman Film.
A filmet hivatalosan 2016 októberében jelentették be, és Roman Waugh-t 2017 júliusában vették fel rendezőnek. A színészek új tagjait 2018 elején adták a gárdához, majd a forgatás ugyanazon év februárjában kezdődött Bulgária és az Egyesült Királyság környékén. A film vegyes értékeléseket kapott a kritikusoktól, valamint világszerte több mint 147,5 millió dolláros bevételt termelt. Jövőbeni folytatást és egy TV-spin-offot terveznek a továbbiakban.
Az USA titkosszolgálati ügynöke versenyt fut az idővel, hogy tisztázza a nevét, miután az amerikai elnököt megtámadták, és őrá terelték a gyanút.

## Cselekmény
Mike Banning (Gerard Butler) titkosszolgálati ügynök egy virginiai katonai létesítményben kiképzésen veszt részt a Salient Global magán katonai létesítményben, amelyet barátja, Wade Jennings, volt rohamosztagos csapattársa irányít,  aki jelenleg a katonai magáncég vezérigazgatója.
Allan Trumbull (Morgan Freeman) amerikai elnök Banninget ajánlja a titkosszolgálati igazgatói posztra, a nyugdíjba vonuló David Gentry (Lance Reddick) helyére, de Banning eltitkolja előle, hogy migrénben és álmatlanságban szenved, folyamatosan fájdalomcsillapítót szed, hogy megbirkózzon a korábbi harci sérülésekből eredő krónikus hátfájással.
Miközben Trumbull egy privát horgászkiránduláson van a virginiai Williamsburgben található Queen's Lake-en, fegyveres drónok hada támadja meg és legyűri a védelmi osztagát, és csak Banning marad életben, aki megmenti az elnököt. Mindkét férfi harcképtelenné válik, de Banning felépül, míg Trumbull kómába esik.
Helen Thompson (Jada Pinkett Smith), az FBI különleges ügynöke hamisított bizonyítékokat kap, amelyek Banninget gyanúsítják a támadással, ami a letartóztatásához vezet.
Útban egy fogdába, Banning szállítójárművét fegyveresek megtámadják, de ő megszökik, miután megöli a támadókat, és leleplezi, hogy azok a Salient Global zsoldosai, akikkel együtt vett részt a kiképzésen. Rájön, hogy Jennings elárulta és bemártotta őt, ezért felhívja a feleségét, Leah-t (Piper Perabo) egy közeli benzinkútnál, hogy tudassa vele, életben van, és eltökélte, hogy leleplezi a valódi elkövetőt. A hívás riasztja Thompsont a tartózkodási hely információjával együtt. Két polgárőr férfi próbálja Banninget feltartóztatni, de harcképtelenné teszi őket. Banning kénytelen elvinni az egyik férfi 18 kerekű kamionját, ami több rendőrautó bevonásával autós üldözéshez vezet.
Banning előbb egy nehezen járható, szűk erdei útra tér (mivel a főutat a rendőrség lezárta), majd kiszáll a kocsiból, miután felborította a teherautó utánfutóját.
Hamarosan eléri apja faházát a nyugat-virginiai White Hallban, az erdőben.
A Fehér Házban Martin Kirby alelnök, aki most az elnöki tisztséget tölti be, a sajtónak elárulja, hogy Banning a felelős az elnök elleni merényletért, amelyet az orosz kormány támogatott.
Banning és apja, Clay (Nick Nolte) a biztonsági kamerákon látja, hogy a Salient zsoldosai közelednek a ház felé. Clay több robbanószerkezetet robbant fel a ház körül, és megöli a támadókat, miközben ő és Banning sértetlenek maradnak. Banning összeszed pár hullát, és a faház verandáján helyezi el őket, aminek falán bekarcolva üzenetet helyez el az FBI számára. Egyikük telefonján felhívja a zsoldosok főnökét, Jennings-et.
Clay régi típusú, rozoga kisteherautóján távoznak. Mivel Banning tudja, hogy az autópályák kameráit figyelni fogják, ezért nem takarja el az arcát és egy papírlapra felírja apja faházának koordinátáit, így az FBI hamarosan megtalálja a helyszínt és a holttesteket.
Thompson kezd arra következtetni, hogy Banninget felültették.
Clay megmenti Leah-t és Lynnt, amikor két fegyveres megpróbálja elrabolni őket.
Trumbull felébred a kómából, és Kirbyről kiderül, hogy Jennings titkos bűntársa, aki azt tervezi, hogy Trumbull „merényletkísérletét” egy újabb hidegháború meghirdetésével torolja meg. Thompson és egy másik ügynök, Ramirez egy repülőtéren Jennings nyomára bukkan, de Jennings mindkettőjüket megöli.
Banning eléri a kórházat és feladja magát, de Trumbull elrendeli a szabadon bocsátását. Banning Gentry és más hűséges ügynökök segítségével biztonságba viszi Trumbull-t, miközben Jennings zsoldosai tönkreteszik a kórház intenzív osztályának vezérlő rendszerét. Az oxigénellátást onnan a pinceszintre terelik át, berobbantják az oxigént, ami a kórházat a földdel teszi egyenlővé. Banning elrejti Trumbull-t és Gentry-t egy szomszédos szárnyépület egyik szobájában, miközben Jennings emberei keresik őket. A Salient Global hosszas tűzharcban megöli Trumbull biztonsági embereinek nagy részét, de Banning rajtaütésszerűen egyet-egyet leszed a zsoldosok közül. A zsoldosok visszavonulási parancsot kapnak, amikor megérkezik a kormányzati erősítés.
Egy maroknyi zsoldos Jennings vezetésével a háztetőn gyülekezik, hogy egy helikopterrel meneküljenek el, de Banning egy gránátvetővel felrobbantja a helikoptert. A robbanást csak Jennings éli túl, így kettejüknek marad a közelharc. A csata azzal végződik, hogy Banning halálos sebesülést okozva megszúrja Jenningset.
Banninget felmentik a merénylet vádja alól, míg Trumbull és Gentry letartóztatják Kirbyt árulásért és korrupcióért. Kiderül, hogy Jennings „biztosítási okokból” részletes feljegyzéseket vezetett Kirby részvételéről, amit Thompson fedezett fel, mielőtt megölték volna.
Clay úgy dönt, hogy fiával és családjával fog maradni és nem megy vissza a vadonba.
Banning hibásnak érzi magát, amiért nem tudta megvédeni Trumbull-t és eltitkolta a betegségét, ezért felajánlja lemondását, de Trumbull megbocsát neki, és felajánlja Banningnek a titkosszolgálat igazgatói kinevezését, amit az elfogad.

## Szereplők
| Szereplő       | Színész            | Magyar hang      | Leírás |
| -------------- | ------------------ | ---------------- | --- |
| Mike Banning   | Gerard Butler      | Kőszegi Ákos     | Az Amerikai titkosszolgálat ügynöke, Clay fia és Leah férje.                                                                                   |
| Allan Trumbull | Morgan Freeman     | Papp János       | Az Egyesült Államok elnöke. |
| Wade Jennings  | Danny Huston       | Németh Gábor     | Mike volt rohamosztagos csapattársa és a Salient Global vezetője.                                                                              |
| Sam Wilcox     | Michael Landes     | Dolmány Attila   | A Fehér Ház vezérkari főnöke. |
| Martin Kirby   | Tim Blake Nelson   | Háda János       | Alelnök. |
| Clay Banning   | Nick Nolte         | Ujréti László    | Volt vietnámi rohamosztagos, Mike elidegenedett apja, aki fiatalon elhagyta őt. Azóta az Egyesült Államok erdeiben él, távol a civilizációtól. |
| Leah Banning   | Piper Perabo       | Ruttkay Laura    | Mike felesége. |
| Helen Thompson | Jada Pinkett Smith | Bognár Gyöngyvér | FBI-ügynök. |
| David Gentry   | Lance Reddick      | Betz István      | A titkos szolgálat igazgatója. |
| Travis Cole    | Frederick Schmidt  |                  | A Salient Global biztonsági főnöke, valamint Jennings jobbkeze.                                                                                |
| Ramirez        | Joseph Millson     |                  | FBI-ügynök. |
| Murphy         | Ori Pfeffer        |                  | Titkosszolgálati ügynök. |
| James Haskell  | Mark Arnold        |                  | CIA igazgató. |
| Nemzetőr       | Chris Browning     |                  | |

## Háttér és forgatás
2016. október 28-án bejelentették, hogy készül a harmadik Támadás a Fehér Ház ellen film A védangyal bukása alcímmel, amelyben Gerard Butler visszatér főszereplőként és producerként. 2017. július 25-én Ric Roman Waugh-ot választották rendezőnek.
2018. január 10-én Holt McCallany csatlakozott a filmhez, mint Wade Jennings, aki egy ex-katona és egy technológiai vállalat vezetője. Egy héttel később Jada Pinkett Smith és Tim Blake Nelson megerősítették szerepeiket, valamint hogy a forgatás tervezett kezdő időpontja 2018. február 7. lett. 2018. február 13-án Piper Perabo csatlakozott a szereplőkhöz. 2018. március 12-én Lance Reddick is csatlakozott, az Egyesült Államok titkosszolgálatának igazgatója szerepében (Gentry). Aaron Eckhart, aki az első két filmben Benjamin Asher elnököt játszotta, bejelentette, hogy nem tér vissza a szerepébe. 2018. március 21-én Michael Landest választották ki a Fehér Ház vezérigazgatójának, mint Sam Wilcox. 2019. január 22-én David Buckley-t választották a film zeneszerzőjévé, aki az előző két film zeneszerzője, Trevor Morris helyére lépett.
A Védangyal bukása című film forgatása a Virginia Water Lake-nél kezdődött, majd az Egyesült Királyságban és Bulgáriában folytatták. A filmkészítésre a Pinewood Studiosban, a Bray Studiosban, a Longcross Studiosban és a Nu Boyana Film Studiosban is sor került. Holt McCallany-nek ütemezési konfliktusok miatt távoznia kellett szerepétől, a Mindhunter – Mit rejt a gyilkos agya című sorozat miatt, helyette Danny Huston kapta a szerepet.

## Jövő
2019 novemberében, a sorozat producere Alan Siegel bejelentette, hogy egy negyedik, ötödik és hatodik film is tervben van, valamint egy TV spin-off, ami szorosan kapcsolódik a mozikban lejátszott filmekhez.

## Fordítás
- Ez a szócikk részben vagy egészben  az   Angel Has Fallen című angol Wikipédia-szócikk fordításán alapul.  Az eredeti cikk szerkesztőit annak laptörténete sorolja fel. Ez a jelzés csupán a megfogalmazás eredetét és a szerzői jogokat jelzi, nem szolgál a cikkben szereplő információk forrásmegjelöléseként.